# Dentex congoensis
Dentex congoensis är en fiskart som beskrevs av Poll, 1954. Dentex congoensis ingår i släktet Dentex och familjen havsrudefiskar. IUCN kategoriserar arten globalt som livskraftig. Inga underarter finns listade i Catalogue of Life.